# František Šnýr
František Šnýr (* 3. února 1939, Krásna nad Hornádom - 26. října 2006, Košice) byl slovenský fotbalista, útočník.

## Fotbalová kariéra
V československé lize hrál za Lokomotívu Košice a Bohemians Praha. Nastoupil v 80 ligových utkáních a dal 12 gólů.

## Ligová bilance
| Ročník                                   | Zápasy | Góly | Klub              |
| ---------------------------------------- | ------ | ---- | ----------------- |
| 1. československá fotbalová liga 1965/66 | 18     | 1    | Lokomotíva Košice |
| 1. československá fotbalová liga 1966/67 | 8      | 1    | Lokomotíva Košice |
| 1. československá fotbalová liga 1967/68 | 26     | 7    | Lokomotíva Košice |
| 1. československá fotbalová liga 1968/69 | 22     | 3    | Lokomotíva Košice |
| 1. československá fotbalová liga 1969/70 | 6      | 0    | Bohemians Praha   |
| CELKEM                                   | 80     | 12   |                   |